# Swjaginzewo (Werchni Reutez)
Swjaginzewo (russisch Звягинцево) ist ein Weiler (chutor) in der Oblast Kursk in Russland. Er gehört zum Rajon Medwenka und zur Landgemeinde (selskoje posselenije) Wyschnereuttschanski selsowjet.

## Geographie
Der Ort liegt gut 47 km Luftlinie südwestlich des Oblastverwaltungszentrums Kursk im südwestlichen Teil der Mittelrussischen Platte, 20 km südwestlich des Rajonverwaltungszentrums Medwenka sowie 11 km vom Sitz des Dorfsowjet – Werchni Reutez und 44 km von der Grenze zwischen Russland und der Ukraine entfernt im Becken des Bely Kolodes (rechter Nebenfluss des Reut im Becken des Seim).

### Klima
Das Klima im Ort ist wie im Rest des Rajons kalt und gemäßigt. Es gibt während des Jahres eine erhebliche Niederschlagsmenge. Dfb lautet die Klassifikation des Klimas nach Köppen und Geiger.

## Bevölkerungsentwicklung
| Jahr | Einwohner |
| ---- | --------- |
| 2002 | 17        |
| 2010 | ▼5        |

Anmerkung: Volkszählungsdaten

## Verkehr
Swjaginzewo liegt 21,5 km von der Fernstraße föderaler Bedeutung M2 „Krim“ (ein Teil der Europastraße E105), 4 km von der Straße interkommunaler Bedeutung 38N-185 (M2 „Krim“ – Gachowo) und 34 km von der nächsten Eisenbahnhaltestelle 439 km (Eisenbahnstrecke Lgow-Kijewskij – Kursk) entfernt.
Der Ort liegt 91 km vom internationalen Flughafen von Belgorod entfernt.